# アマタ (小惑星)
アマタ (1035 Amata) は小惑星帯に位置する小惑星。1924年9月29日、カール・ラインムートがハイデルベルクのケーニッヒシュトゥール天文台で発見した。
ギリシア神話に登場するラティウムの王ラティヌスの妃で、アイネイアースの妻ラウィニアの母親のアマタに因んで名付けられた。